# Gölmarmara
Gölmarmara ist eine Stadtgemeinde (Belediye) im gleichnamigen Ilçe (Landkreis) der Provinz Manisa in der türkischen Ägäisregion und gleichzeitig eine Gemeinde der 2012 geschaffenen Büyüksehir belediyesi Manisa (Großstadtgemeinde/Metropolprovinz) | in der Türkei. Seit der Gebietsreform 2013 ist die Gemeinde flächen- und einwohnermäßig identisch mit dem Landkreis.
Sie liegt etwa 45 Kilometer nordöstlich des Zentrums der Provinzhauptstadt Manisa. Die im Stadtlogo manifestierte Jahreszahl (1923) dürfte ein Hinweis auf das Jahr der Erhebung zur Stadtgemeinde (Belediye) sein.
Der in der Mitte der Provinz liegende Landkreis grenzt im Südosten an Salihli, im Südwesten an Ahmetli, im Westen an Saruhanlı und im Norden an Akhisar und Gördes. Durch die Kreisstadt verläuft die Straße D555 von Ahmetli nach Akhisar. Im Süden des Landkreises liegt der See Marmara Gölü.
Nordöstlich befindet sich die Gördes-Talsperre.
Der Landkreis wurde 1987 durch das Gesetz Nr. 3392 gebildet. Aus dem Kreis Akhisar wurde der südliche Teil, der Bucak Gölmarmara (Volkszählung 1985: 15.985 Einw. in neun Dörfern und der Belediye) abgespalten und als Kreis selbständig.
(Bis) Ende 2012 bestand der Landkreis aus der Kreisstadt und 15 Dörfern (Köy), die während der Verwaltungsreform 2013 in Mahalle (Stadtviertel/Ortsteile) überführt wurden. Die sechs existierenden Mahalle der Kreisstadt blieben erhalten. Durch Herabstufung der Dörfer zu Mahalle stieg deren Zahl auf 21 an. Ihnen steht ein Muhtar als oberster Beamter vor.
Ende 2020 lebten durchschnittlich 730 Menschen in jedem Mahalle, 3.409 im größten (Atatürk Mah.).

Halime Hatun Külliye in Gölmarmara